# KV-13坦克
KV-13坦克是蘇聯於第二次世界大戰期間所開發的一款實驗性中型戰車。 該型坦克於1941年下半年至1942年初由隸屬於車里雅賓斯克製造廠的SKB-2設計局設計，是一款以KV-1坦克的底盤為基礎所發展出來的「通用戰車」，計畫用於同時取代T-34戰車及KV-1坦克。

## 發展歷史
KV-13坦克的第一輛原型車於1942年春天完成，然而稍後於同年秋天的實地測試表明了該款戰車缺乏機械可靠性，同時裝甲防護也略顯不足，另外蘇聯軍方也要求該款戰車必須安裝新型的三人炮塔。 雖然兩款改進後的原型車很快的在1942年12月進入生產，然而蘇聯軍方依然決定終止KV-13中型坦克的開發計畫，以集中資源生產現有的T-34戰車。不過，兩輛改良後的KV-13原型車後來於1943年成為IS重戰車的開發基礎。這些坦克從未在戰鬥中使用過。

### 引用
1. 1 2  Solyankin, p. 79.
2. 1 2  Svirin, p. 97.
3. 1 2  Zaloga (2011), p. 4.
4. ↑  Zaloga (2013), p. 43.